# Scraptia ferruginea
Scraptia ferruginea là một loài bọ cánh cứng trong họ Scraptiidae. Loài này được Kiesenwetter miêu tả khoa học năm 1861.